# Torii Ryūzō

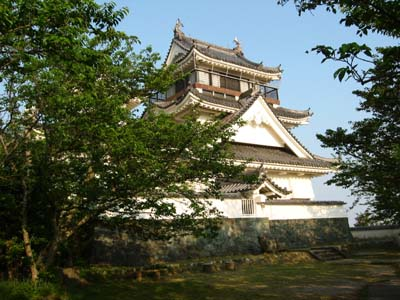
Torii-Museum in Naruto

Torii Ryūzō (japanische 鳥居 龍藏; * 4. April 1870 in Tokushima auf Shikoku; † 14. Januar 1953 in Tokio) war ein japanischer Anthropologe und Archäologe.

## Leben

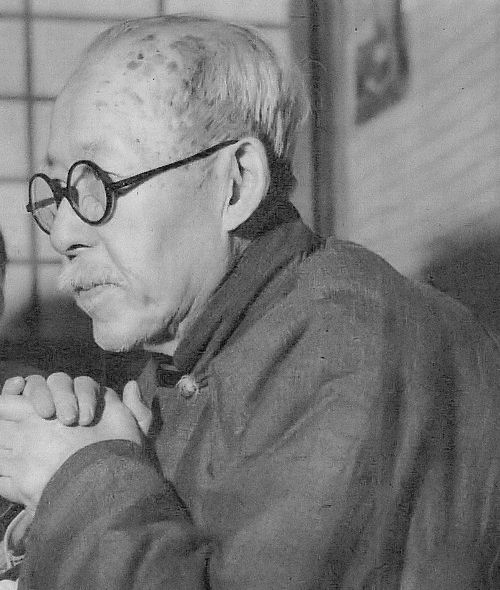
Torii Ryūzō

Torii Ryūzō wurde 1896 Mitglied der Anthropologischen Gesellschaft von Tokio (1884 gegründet). 1922 erhielt er eine Professorenstelle an der Kaiserlichen Universität Tokio am Anthropologischen Forschungsinstitut. Toriis Mentor Tsuboi Shōgorō (1863–1913) hatte in Tokyo 1893 die Ethnologie in Japan etabliert.
Torii unternahm Expeditionen in die Mandschurei und betrieb Feldforschung bei den indigenen Völkern Taiwans. Er war einer der ersten japanischen Forscher, der Fotografie in großem Maßstab einsetzte. Weitere Forschungen unternahm er auf Okinawa, auf den Kurilen, in China, in der Mongolei, in Korea, auf Sachalin, in Sibirien, in Peru, in Brasilien und in Bolivien.
In den Jahren 1906 bis 1908 bereiste er das östliche mongolische Plateau und berichtete über eine Anzahl von archäologischen Stätten, darunter die Stätte Hongshanhou, die namensgebende Stätte der Hongshan-Kultur.
Das Torii-Museum in Naruto, auf Tokushima, ist seinem Werk gewidmet. In den 1990er Jahren wurde sein Werk in den Ausstellungen Lost World on a Dry Plate: Torii Ryuzo's Asia (1991) am  Tokyo University Museum, und Images throughout the Century: Taiwan Aborigines in the Eyes of Torii Ryuzo (1994) am Shung Ye Museum der Ureinwohner Formosas  in Taiwan gezeigt.